# Merdiban
El Merdiban fue un método de contabilidad utilizado por el imperio otomano, el imperio abasí, y el Ilkanato; usado especialmente para registrar pagos de impuestos y pasivos.

## Etimología
La palabra "Merdiban" se deriva de "merdiven", una palabra de origen persa que significa "escalera". Los otomanos, por su parte, llamaron a este método de manera general como "muhasebe usulü" (método de contabilidad).

## Historia
Las técnicas de contabilidad abasidas fueron heredadas por el Ilkanato, y posteriormente, por el imperio otomano; abarcando varios siglos hasta que la contabilidad moderna de doble entrada fue adoptada después de Tanzimat.
El Merdiban se originó en el califato abasí; el primer ejemplo probable fue encontrado en un documento gubernamental del siglo VIII.  Después de la conquista de Bagdad por las fuerzas mongolas en 1258, muchos funcionarios persas y árabes fueron empleados por el Ikanato. Como los mongoles carecían de instituciones estatales fuertes, se adoptaron los sistemas locales, incluyendo las técnicas de contabilidad. Por ejemplo, los abasíes tenían una especie de libro mayor llamado Defter-ul Yevmiye; el cual fue adoptado por el Ilkanato, pero con el nombre de Ruznamce. (La ruznamçe otomana que se publicó de forma posterior fue similar).
Ghazan (1295–1304) hizo reformas fiscales que impulsaron un registro más detallado, y de ahí, partió un mayor desarrollo de técnicas contables. El mantenimiento de registros fiscales centralizados se dividió de acuerdo a las provincias, y cada equipo informó a un katip (que corresponde a un puesto parecido al de "secretario") - el mismo título utilizado en el estado abasí. "Katip" continuó siendo un término usado para describir a los contadores otomanos, a pesar de que su título oficial era halife. El Risale-i Felekiyye, escrito en 1363 por Abdullah bin Muhammad bin Kiya Al-Mazandarani, fue un manual de contabilidad y es una fuente importante para los historiadores modernos.  La técnica establecida en el Risale comenzó a parecerse a un crudo intento inicial de contabilidad de doble entrada, pero hay poca evidencia de que esto haya influido en el desarrollo de la contabilidad moderna de entrada doble en Italia.
Es posible que otros estados utilicen sistemas de contabilidad basados en el merdiban, pero la evidencia documental es escasa.

## Método
En el imperio otomano, la contabilidad no fue enseñada sistemáticamente en las madrasas u otras escuelas. En cambio, este fue enseñado en una base de aprendiz-maestro en el lugar de trabajo. Especialmente en el Hazine-i Amire (ministerio de finanzas). Por lo tanto, son pocos los documentos de instrucción que han sobrevivido hasta nuestra época. 
Merdiban fue nombrado debido a la secuencia descendente en la que se registraron las cantidades; un total en la parte superior y luego elementos individuales a continuación. Típicamente, la última letra de la primera palabra en una entrada sería extendida durante todo el trayecto, a través una línea de izquierda a derecha, actuando como separador entre las entradas.
El merdiban generalmente se registraba en escritura siyakat; una forma especializada y condensada de texto, casi estenográfica, que se usaba cuando gran parte del contenido era numérico. La escritura siyakat era tan ampliamente asociada con los documentos contables y fiscales que se convirtieron en sinónimos.